# Абгіманью
Абгіманью (санскр. अभिमन्यु, «лютий») — герой давньоіндійського епосу «Магабгарата», син Арджуни та сестри Крішни по батькові Субхадри. Вважається, що Абгіманью був частковим втіленням Чандри.

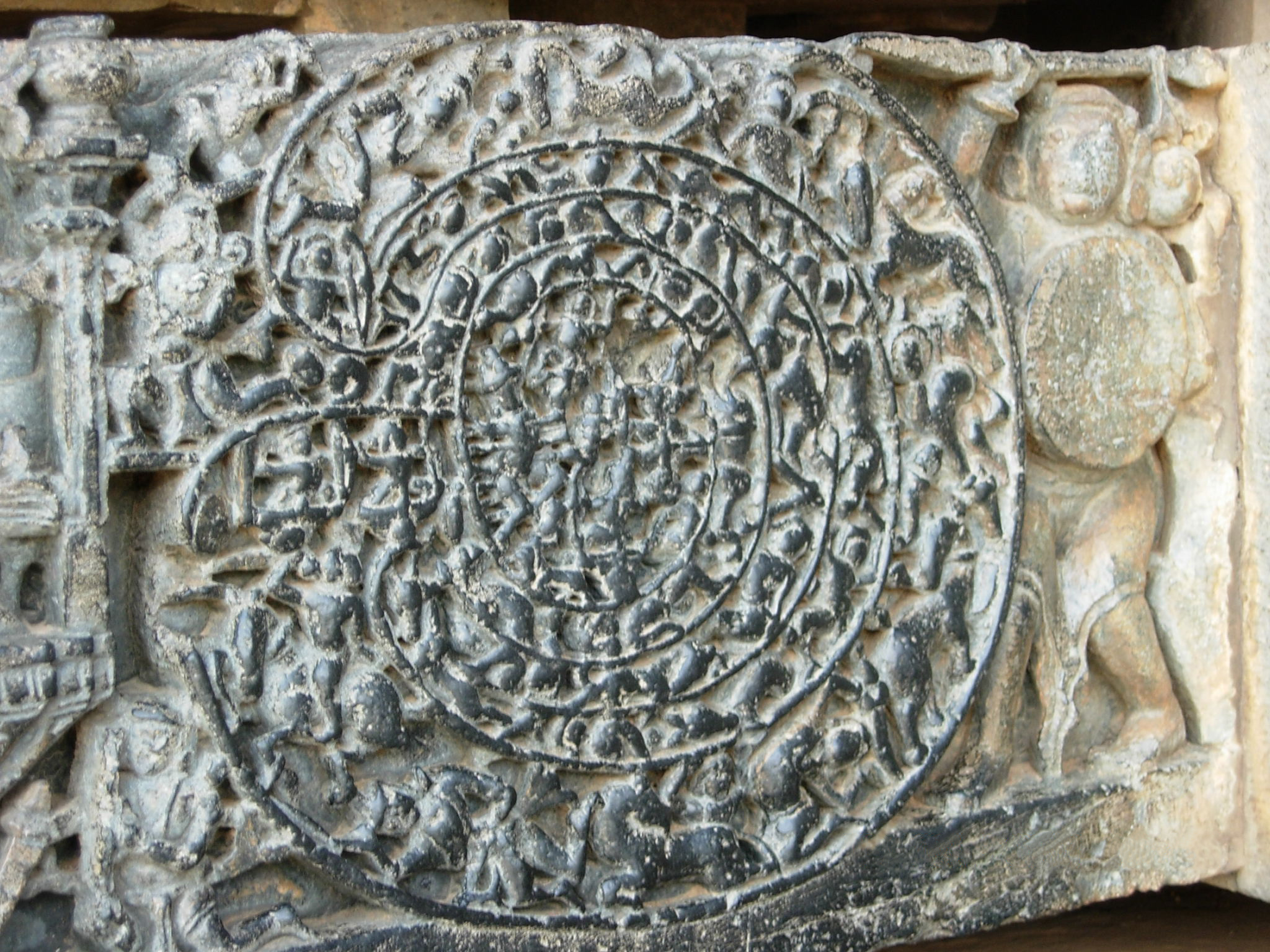
Кам'яний барельєф, що зображує, як Абгіманью проникає в чакравьюху.

Будучи ще в утробі своєї матері, Абгіманью особисто від Крішни навчився як проникнути у військову формацію чакравьюху, що вважалося практично неможливим. Крішна пояснював Субхадре способи входу і виходу з різних військових формацій. У тому числі, Крішна докладно розповів про проникнення в чакравьюху під час битви. Коли Крішна зібрався було продовжити, і пояснити способи виходу з неї, Субхадра заснула. Таким чином, Абхіманью так ніколи і не дізнався цієї важливої військової таємниці.
Абгіманью провів своє дитинство в Двараке, де його навчанням, під наглядом Крішни, займався син Крішни Прадьюмна і великий витязь Арджуна. Коли Абгіманью підріс, Арджуна влаштував весілля свого сина з Уттар, дочкою царя Вірати. Таким чином, Арджуна уклав союз Пандавів із Вірати перед насувалася битвою на Курукшетрі. Останній рік з тринадцяти років свого вигнання, Пандави прожили інкогніто в царстві Вірати Матс.
Будучи онуком бога Індри, Абгіманью був сильним і мужнім воїном, рівним по потужності своєму батькові Арджуні. Його побоювалися навіть такі великі воїни, як Дрона, Карна, Дурьодхана і Душасана. Абгіманью відрізнявся надзвичайною мужністю і самовідданої відданістю своєму батькові і своїм дядькам. У ході Битви на Курукшетрі Абгіманью вбив таких воїнів, як сина Дурьодгана і Бріхадбали Лакшмана, царя Кошали з династії Ікшваку.

Зображення чатравьюхі як лабіринту.

На 13-й день битви, Каурави кинули виклик Пандавам, запропонувавши їм зломити військову формацію чакравьюху. Крішна і Арджуна знали як зробити це, і Пандави прийняли виклик. Однак, в цей день Крішна і Арджуна билися на іншому фронті. У Пандавів не залишилося іншого виходу, як використовувати юного воїна Абхіманью, який знав лише як проникнути в чакравьюху, але не знав як вийти з неї. Абхіманью пояснив це Юдхіштхіра, але цар Пандавів наполягав на участі юного героя в прориві рядів Кауравів, обіцяючи, що військо Пандавів допоможе Абгіманью повернутися з небезпечного рейду.
Використовуючи свої знання, Абгіманью зміг успішно проникнути в чакравьюху. Пандави та їх соратники спробували піти за ним, але були зупинені Джаядратхой, що володів благословенням від Шиви, що дозволяла йому утримувати всіх Пандавів крім Арджуни протягом одного дня. Таким чином, Абгіманью, за наказом свого дядька, опинився в поодинці перед всією армією Кауравів. Тут можна угледіти характерний для династичних сказань конфлікт коронованого дядька з могутнім племінником, який може представляти загрозу влади монарха. Цей сюжет може бути присутнім у формі відкритої ворожнечі (король Артур/Мордред, король Марк / Трістан) або, як у випадку Абгіманью, в прихованому вигляді: Карл Великий залишає свого племінника Роланда в невеликому ар'єргардної загоні, де той гине в нерівній битві з величезною армією маврів («Пісня про Роланда»). Абгіманью наказав своєму колісничими направити колісницю до Дронь. Колісничі, побоюючись за долю Абгіманью, закликав його подумати двічі, сказавши, що Абгіманью, що виріс у розкоші й комфорті палацу, був не рівня могутньому Дронь. Посміявшись у відповідь, Абгіманью заявив, що готовий битися з Індрою і навіть із самим Шивою, якого шанує весь світ, і що вся армія Кауравів не могла зрівнятися з ним по силі. У подальшій потім битві, Абгіманью знищив безліч як простих воїнів, так і великих героїв, ударами палиці повергаючи коней і величезних слонів. Карна отримав поранення і втік від нього, Душасана знепритомнів і був винесений з поле битви. Коли в поєдинку з Абгіманью загинув син Дурьодгана Лакшмана, розлючений Дурьодгана послав проти Абгіманью всю армію Кауравів. Після того, як всі спроби Карни пронизати обладунки Абгіманью не увінчалися успіхом, Карна розсік цибулю Абгіманью своїми стрілами, Дрона відсік руків'я його меча, а Карна стрілами розбив його щит. Втративши всієї зброї, колісниці і коней, Абгіманью продовжував битися колесом. Коли колесо також було посічене зброєю противників, син Духшасани вбив Абгіманью ударом палиці по верхівці. Говориться, що після смерті Абгіманью воюючі сторони перестали слідувати правилам війни, що призвело до смерті всіх Кауравів.